# Mateo Flecha el Joven
Mateo Flecha "El Joven", nació en Prades (Tarragona) en torno al año 1530 y murió el 20 de febrero de 1604 en el Monasterio de La Portella (La Quar). Religioso y compositor español sobrino de Mateo Flecha "El Viejo".

## Biografía
En 1543, con sólo 13 años, comenzó a servir en la corte de las infantas María y Juana de Austria, hijas de Carlos V, en Arévalo como mozo de capilla, donde parece que se formó musicalmente al lado de su tío (que entonces era maestro de capilla) y de otros grandes maestros como Antonio de Cabezón, Francisco Soto de Langa o Bartolomé de Escobedo. 
Cuando la infanta Juana dejó España para casarse con Juan III de Portugal en 1552, se unió a la orden de los Carmelitas en Valencia, y posteriormente marchó a Roma donde completó su formación religiosa y entró en contacto con las nuevas corrientes de la música religiosa derivadas de las orientaciones del Concilio de Trento. En 1564 fue apresado en Roma por una deuda de dinero con un noble romano y ese mismo año fue nombrado capellán de María, quien se había casado con Maximiliano II en 1548, y en octubre fue admitido en la capilla imperial de Viena. En diciembre de 1579, el hijo y sucesor de Maximiliano II, Rodolfo II, nombró a Flecha Abad de Tihany (Hungría). En 1570, 1581 y 1586 visitó España para contratar cantantes para el coro de la capilla, retornando definitivamente en 1599, como Abad de La Portella, dejando la orden carmelita y pasando a la benedictina.

## Obras

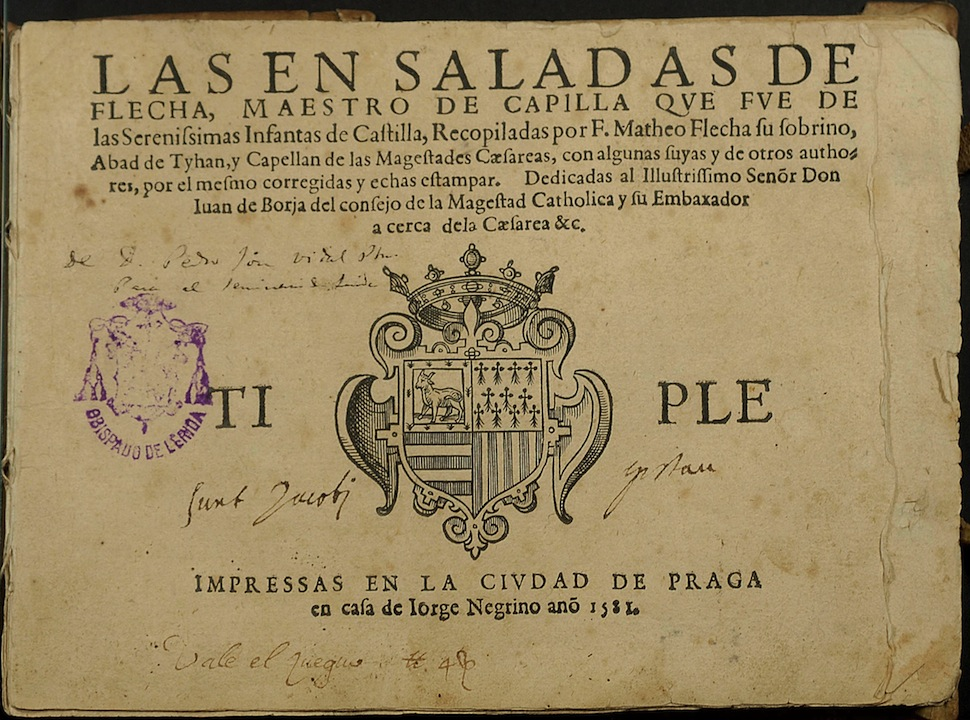
Portada de una compilación de ensaladas realizada por Mateo Flecha el Joven. Praga, 1581.

En 1568 Flecha publicó en Venecia, en los talleres de Antonio Gardano, su primera obra conocida, el Primo Libro de Madrigali a Quatro & Cinque Voci con Vno Sesto & Vn Dialogo a Otto que dedicó al Emperador Maximiliano II. A esta edición le siguió otra del oficio de completas titulada Divinarum completarum psalmi, lectio brevis et Salve Regina, cum aliquibus motetis, que publicó en 1581 en la ciudad de Praga. También en 1581 recopiló y publicó, en la imprenta de Lorge Negrin de Praga, las famosas ensaladas de su tío, incorporando dos propias ("La Feria" y "Las Cañas") y de otros autores (como Francisco de Peñalosa, Francisco Chacón, Bartomeu Càrceres o Pere Alberch Vila). En 1593 publicó un volumen de poemas fúnebres en español. También publicó colecciones de madrigales y de motetes.
Recientemente se ha editado un CD por Nova Lux Ensamble de la Coral de Cámara de Pamplona, dirigida por David Gindano (Arsis 2006) sobre su 1º Libro de Madrigales (del que se conservan ejemplares originales en Viena y Múnich).